# 金仁问
金仁问（629年—694年），新罗武烈王之子，新罗文武王的弟弟。
651年，金仁问23岁时，其父将他派到中国唐朝，并得到唐高宗的信任和赏识。653年，武烈王通过金仁问取得唐朝联合攻打百济的支持。金仁问与唐朝和新罗的联军一起灭了百济。在此之后的大多时间，金仁问都留在长安，并一直都是新罗与唐朝之间的协调人。
674年，在新罗统一朝鲜半岛前夕，新罗与唐朝的战争升级。唐高宗扶植金仁问为新罗君主以对付反唐的新罗文武王。在金仁问去新罗的途中遇到前来道歉的新罗来使。金仁问随后被召回到长安。
据《三国史记》记载，金仁问694年病故于中国洛阳。唐朝在他死后将其遗体送回新罗。金仁问在新罗被受谥号“太大角干”，葬于新罗首都庆州的西部。